# Крістоф Руссе
Крісто́ф Руссе́ (фр. Christophe Rousset; нар. 12 квітня 1961, Монфаве, Авіньйон) — французький клавесиніст та диригент, який спеціалізується на виконанні барокової музики на аутентичних інструментах.

## Біографія
Народився 1961 року в Авіньйоні, а виріс в Екс-ан-Провансі. Навчався в паризькій школі Канторум, а потім у Королівській консерваторії Гааги. Працював з такими колективами, як Академія стародавньої музики, Лез Ар Флоріссан, Антична музика Кельна та іншими. У Лез Ар Флоріссан здобув перший досвід диригування як помічник Вільяма Крісті. У 1991 року Крістоф Руссе створив ансамбль Музичні таланти («Les Talens Lyriqes»), який має сьогодні міжнародне визнання.